# ZONEトリビュート〜君がくれたもの〜
『ZONEトリビュート〜君がくれたもの〜』（ゾーントリビュート・きみがくれたもの）は、日本のガールズロックバンド・ZONEが2011年8月10日にSony Recordsから発売した1枚目のトリビュートアルバムである。

## 内容
シングル「secret base〜君がくれたもの〜」のワンフレーズ「10年後の8月」に合わせて期間限定再結成後に発売された初のトリビュートアルバム。
今作の制作にZONEを聴いて育った俗称ZONE世代の女性ミュージシャン10組の参加が決定した。
期間生産限定盤と通常盤の2形態で発売された。期間生産限定盤にはテレビアニメ『あの日見た花の名前を僕達はまだ知らない。』のエンディングテーマ「secret base〜君がくれたもの〜 (10 years after Ver.)」がボーナストラックとして収録されたほか、特典としてメンバーが選曲したベスト・セレクション形式のベストアルバムが同梱された。
オリコン初登場5位を獲得。アルバムとしては『E 〜Complete A side Singles〜』以来2作ぶりのトップ5入りを果たした。

## 収録曲

### Disc 1-tribute side-
1. true blue
作詞：町田紀彦
作曲：吉松隆、町田紀彦
編曲：湯浅篤
ClariSによる、両A面からなる9thシングルの表題1曲目のリアレンジカバー。
2. 夢ノカケラ…
作詞：n.machida、千空
作曲：町田紀彦
編曲：玉井健二、飛内将大
Tomato n' Pineによる、5thシングルの表題曲のリアレンジカバー。
3. 白い花
作詞・作曲：町田紀彦
編曲：松隈ケンタ
中川翔子による、8thシングルの表題曲のリアレンジカバー。この楽曲のみコーラスにMAIKOが参加している。
4. secret base〜君がくれたもの〜
作詞・作曲：町田紀彦
編曲：宮永治郎
SCANDALによる、3rdシングルの表題曲のカバー。
5. 証
作詞・作曲：町田紀彦
編曲：ステレオポニー、BOND×ippei
ステレオポニーによる、7thシングルの表題曲のリアレンジカバー。
6. 卒業
作詞・作曲：町田紀彦
編曲：田中直
bump.yによる、12thシングルの表題曲のリアレンジカバー。
7. 僕の手紙
作詞・作曲：町田紀彦
編曲：松井寛 a.k.a Royal Mirrorball
東京女子流による、11thシングルの表題曲のリアレンジカバー。
8. glory colors 〜風のトビラ〜
作詞・作曲：町田紀彦
編曲：古川貴浩
スフィアによる、14thシングルの表題曲のリアレンジカバー。
9. 一雫
作詞：町田紀彦
作曲：羽岡佳
編曲：玉井健二、飛内将大
やなぎなぎによる、6thシングルの表題曲のリアレンジカバー。
10. GOOD DAYS
作詞：たくや
作曲：原一博
編曲：小森雄壱
PEACEFULによる、1stシングルの表題曲のリアレンジカバー。
11. secret base〜君がくれたもの〜 (10 years after Ver.)
作詞・作曲：町田紀彦
編曲：とく
期間生産限定盤のみ収録されているボーナストラック。本間芽衣子、安城鳴子、鶴見知利子による、3rdシングルの表題曲のリアレンジカバー。

### Disc 2-original best side-
1. 白い花
8thシングルの表題曲。
2. H・A・N・A・B・I〜君がいた夏〜
10thシングルの表題曲。
3. 僕の手紙
11thシングルの表題曲。
4. glory colors 〜風のトビラ〜
14thシングルの表題曲。
5. 大爆発 NO.1
2ndシングルの表題曲。
6. 一雫
6thシングルの表題曲。
7. 一緒にいたかった
6thシングルのカップリング曲。
8. 愛花
12thシングルのカップリング曲。
9. 世界のほんの片隅から
4thシングルの表題曲。
10. 卒業
12thシングルの表題曲。
11. 太陽のKiss
13thシングルの表題曲。
12. 笑顔日和
15thシングルの表題曲。
13. secret base〜君がくれたもの〜
3rdシングルの表題曲。
14. 約束〜August, 10years later〜
作詞：ZONE
作曲・編曲：ha-j
新録曲。

## 参加ミュージシャン
ZONE（参加メンバー）
- MIYU：Vocal & Guitar
- MAIKO：Vocal & Bass、Chorus (Disc 1#3)
- TOMOKA：Vocal & Guitar & Keyboard (Disc 2#4,10〜12,14)

ZONE（不参加メンバー）
- TAKAYO：Vocal & Guitar (Disc 2#1〜3,5〜7,9,13)
- MIZUHO：Vocal & Drums (Disc 2#1〜13)

Support Musician
- 湯浅篤：Programming (Disc 1#1)
- 飛内将大：Programming & All Other Instruments (Disc 1#2.9)
- 松隈ケンタ：All Other Instruments (Disc 1#3)
- 田中直：All Programming & Instruments (Disc 1#6)
- 松井寛 a.k.a. Royal Mirrorball：Keyboards & Programming (Disc 1#7)
- 古川貴浩：All Programming (Disc 1#8)
- 小森雄壱：Programming (Disc 1#10)
- ha-j：Guitars、Bass、Keyboards & Programming (Disc 2#14)
- SCANDAL (Disc 1#4)
  - HARUNA：Vocal & Guitar
  - MAMI：Guitar & Vocal
  - TOMOMI：Bass & Vocal
  - RINA：Drums & Vocal
- ステレオポニー (Disc 1#5)
  - AIMI：Guitar & Vocal
  - NOHANA：Bass
  - SHIHO：Drums
- 茅野愛衣：Vocals (Disc 1#11)
- 戸松遥：Vocals (Disc 1#11)
- 早見沙織：Vocals (Disc 1#11)
- 設楽博臣：Guitars (Disc 1#1)
- Kansei：Guitar (Disc 1#3)
- 土方隆行：Guitar (Disc 1#7)
- pierre：Guitar (Disc 1#10)
- 佐々木貢平：Guitar (Disc 1#11)
- セキタヒロシ：Bass (Disc 1#11)
- 舛岡圭司：Drums (Disc 1#8)
- 白井博朗：Drums (Disc 2#14)
- Urara：Additional Vocals (Disc 1#2)
- 小西彩乃：Background Vocals (Disc 1#7)
- Anna：Background Vocals (Disc 1#7)

## タイアップ
- フジテレビ系列ノイタミナ枠アニメ『あの日見た花の名前を僕達はまだ知らない。』エンディングテーマ (Disc 1#11)